# Chybné přisouzení
Chybné přisouzení (též mylné připsání, falešné přisuzování) je označení pro situaci, kdy je dílo nebo citát neúmyslně, tradicí nebo na základě nesprávných informací připisováno jiné osobě, než která byla jeho skutečným autorem. Termín je také používán v kontextu lidské paměti pro jeden z typů zkreslených vzpomínek, například když si osoba není jistá, zda se její vzpomínka týká reálně prožité události, nebo jen vlastní představy, fantazie.

## Citace a argumentační klamy
V souvislosti s autorstvím citátů je jednou z příčin tzv. Matoušův efekt, kdy je autorství chybně přisuzováno známější nebo významnější osobě, než která je skutečným autorem. Pokud byla citace známějšímu autorovi přiřazena záměrně, aby jí byla v důsledku významnější autority propůjčena větší argumentační váha, pak je toto chybné přisouzení typem argumentačního klamu. Mezi ty patří i úplné vyrobení (smyšlení) zdroje citace a kontextomie (vytržení z kontextu).